# Jacob Rodrigues Pereira

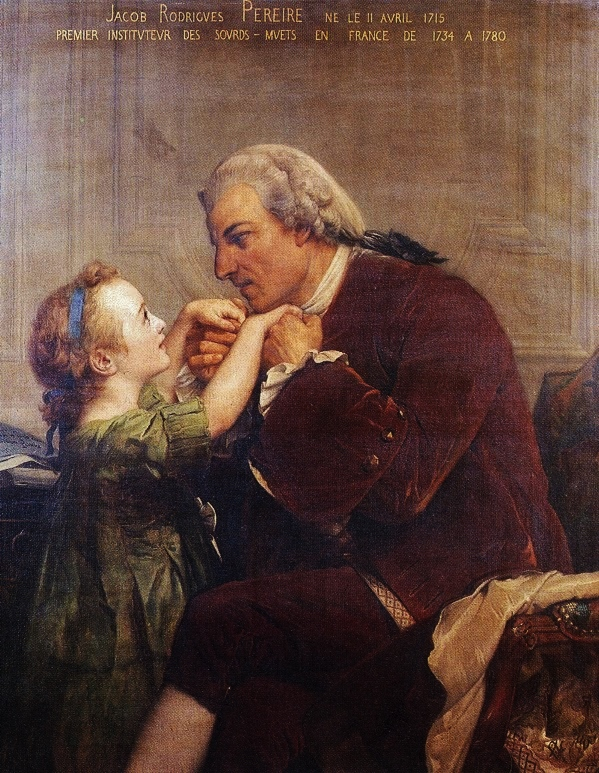
Jacob Rodrigues Pereira

Jacob Rodrigues Pereira (* 11. April 1715 in Peniche, Portugal; + 15. September 1780 in Paris) war ein portugiesisch-französischer jüdischer Pädagoge. Als Pädagoge entwickelte er eine Lehrmethode für Taubstumme und gilt als Pionier in Frankreich. Er war auch Polyglott und sprach fließend Portugiesisch, Französisch, Italienisch sowie Hebräisch.
Er ist der Großvater der Brüder Émile und Isaac Pereire.

## Leben
Jacob Rodrigue Pereira spielte in den Auseinandersetzungen um die Niederlassungsrechte im französischen Bordeaux zwischen Avignoner und portugiesischen Juden um 1750 eine wichtige Rolle als freiwilliger Agent der portugiesischen Juden in Paris, da er aus einer Familie jüdischer Herkunft stammte. Er war der Sohn von João Lopes Dias und Leonor Rodrigues Pereira. Sein Taufname war Francisco António Rodrigues.
Um einer Anklage wegen Ketzerei zu entgehen, ließen sich Jacob und seine Familie 1714 in Bordeaux nieder. Dort kehrte er zum Judentum zurück und nahm den Namen Jacob an, nachdem seine Mutter den Namen Abigail Rivka Rodrigues angenommen hatte.
In dieser Stadt eröffnete er mehrere Bildungszentren, die gehörlose Menschen aufnahmen. Für seine Ausbildung übernahm er das Fingeralphabet von Juan Pablo Bonet und fügte Ziffern hinzu, die Lauten statt Buchstaben entsprachen. Aus diesem Grund gilt er als einer der Erfinder der Gebärdensprache und als der erste Mensch, der einem nicht sprechenden Gehörlosen das Sprechen beibrachte.
Zusammen mit Isaac Pinto wurde Pereira zu König Ludwig XV. entsandt, um diesem die Beeinträchtigungen der portugiesischen Juden durch die Ansiedlung der Avignoner Juden darzulegen. In der Folge wurde 1760 die Ausweisung der bisher „tolerierten“ deutschen und Avignoner Juden verfügt, da sich gemäß dem Gesetz von 1394 keine Juden in Frankreich niederlassen durften. Die portugiesischen Juden als getaufte „Neue Christen“ wurden von dieser Verfügung jedoch nicht berührt. Die schriftliche königliche Zustimmung zu dieser Verfügung erhielt Pereira am 13. Mai 1763, obgleich sie nie umgesetzt wurde.
Die portugiesischen Juden in Bordeaux bemühten sich sehr um das Wohlwollen des Königs. Im Jahr 1766 spendeten sie 1000 Livres für die Erlösung französischer Christen aus marokkanischer Sklaverei und stellten sich darüber hinaus 1773 mit besonderer Dispens zweier Jerusalemer Rabbiner am Sabbat als Soldaten zur Verfügung, um Aufstände in der Stadt niederzuschlagen. Im Juni 1776 erhielt Jacob Rodrigues Pereira ein Patent von Ludwig XVI., das den Juden von Bordeaux erlaubte, nicht nur in Guyenne, sondern in jedem Teil von Frankreich zu siedeln und Handel im ganzen Königreich zu treiben.
Am 5. November 1766 heiratete er in Bordeaux eine junge Portugiesin, die dreißig Jahre jünger war als er. Sie hatten sechs Kinder, von denen vier im Säuglingsalter starben. Er wiederum stirbt am Freitag, den 15. September 1780, in der Rue Montmartre gegenüber der Rue de la Jussienne.
Im Jahr 1876 wurden Pereiras sterbliche Überreste vom Friedhof der portugiesischen Juden von La Villette auf den Friedhof Montmartre überführt.

## Gebärdensprache
Pereira gilt als der erste Lehrer von tauben Schülern in Frankreich. Er bot an seiner Schule in Bordeaux zwei „Bildungswege“ an: Den ärmeren und zahlreicheren Schülern gab er einen 15-monatigen Kurs, der die lebensnotwendigen Fähigkeiten vermitteln sollte. Die wohlhabenderen und intelligenteren Schüler blieben vier bis fünf Jahre und bekamen eine bessere Bildung.
In Frankreich entwickelte er seine Arbeit mit Gehörlosen. Er verwendete das Fingeralphabet zum Unterrichten des Sprechens. Er hat seine Studien nie veröffentlicht und seine Methoden sind nur durch die Aussagen einiger seiner Studenten und einiger Dokumente bekannt, die seine Familie bewahren konnte. Diese Methoden beruhten auf der Überzeugung, dass die Form der Hand die Position und Bewegungen der Sprechorgane bei der Lauterzeugung bezeichnet, zusätzlich zu den Buchstaben, die beim Schreiben zur Darstellung der Laute verwendet werden. Er modifizierte Bonets Fingeralphabet, indem er jeder Geste einen Laut zuordnete.
Pereiras Methoden stützten sich im Ansatz auf die Aufzeichnungen von Juan Pablo Bonet. Er entwickelte daneben ein schnelleres phonetisches Fingeralphabet, das die Laute der Sprache besser veranschaulichte. Ansonsten ließ Pereira über seine Methoden nichts bekannt werden. Sein Motto soll gewesen sein: „Es wird keine Taubstummen mehr geben, sondern nur noch Taube, die sprechen können“. Dafür sorgte er mit der Vorführung von Sprechszenen (scene parlante) mit Gehörlosen anstatt von stummen Szenen (scenes muettes).
Ab 1734 dokumentierte er die Methoden der Ausbildung Gehörloser. Wahrscheinlich lernte er während seiner Zeit in Bordeaux (1741–1746) Hebräisch. Er verließ Bordeaux im Jahr 1746, um dem zweiten taubstummen Studenten, dessen Rehabilitation ihm anvertraut wurde, dem jungen Mann aus Etavigny, an das College Beaumont-en-Auge in der Nähe von Caen zu folgen. Er ließ sich dort nieder im Juli 1746 und blieb dort drei Jahre, unterbrochen von mehreren Aufenthalten in Paris. Im April 1749 ließ er sich mit seinem Schüler dauerhaft in Paris nieder. Sein Haus diente dem jungen Mann aus Étavigny und den anderen taubstummen Schülern, die ihm in den folgenden Jahren anvertraut wurden, als Internat. Pereire lebte danach ununterbrochen in der Hauptstadt.
Pereiras Schüler sollen noch über beträchtliche Hörreste verfügt haben und einige wurden unter Pereiras Methoden erfolgreich und bekannt. Aaron Beaumarin, um 1732 taubstumm geboren, wurde Anfang 1745 der Akademie von La Rochelle vorgestellt. Um die Wirksamkeit seiner Methode zu beweisen, ließ Jacob Rodrigue Pereire vor den Notaren von La Rochelle ein Dokument aufsetzen, in dem er die angeborene Taubheit seines Schülers festhielt. Dadurch wurde auch der zuvor schon von dem tauben Mönch Etienne de Fay unterrichtete Azy d’Etavigny (* 1730) als zweiter Schüler durch einen Auftritt 1746 vor der Akademie in Caen bekannt, dem Pereira das Sprechen beibrachte und ihn dann als nächstes 1749 am Hof von Paris als Beleg für die Wirksamkeit seiner Methoden erfolgreich präsentierte. Der Durchbruch für ihn persönlich gelang ihm 1751 aber erst mit seinem Schüler Saboureux de Fontenay (* 1738, + etwas vor 1823). Der Gelehrte Monsieur Ernaud trat 1757 bzw. 1761 mit seinen Schülern Solier und dem Neffen des Chevalier d'Arcy ebenfalls vor dem Hof von Paris auf. Ernaud pflegte auch Kontakte zu de Fontenay und veröffentlichte auch dessen Kenntnisse in seinen Memoire sur les Sourds et Muets von 1768.
Pereira erreichte dennoch nicht die Bekanntheit und den Erfolg, den noch zu seinen Lebzeiten der Abbé de l’Epée mit seinen gebärdensprachlich orientierten Methoden hatte.
Obwohl er immer die Ansicht vertreten hatte, dass Sprechen für Gehörlose notwendig sei, akzeptierte er in seinen letzten Jahren die Ansicht, dass Gebärdensprache die beste Form der Kommunikation zwischen Gehörlosen sei.

## Naturwissenschaft
Pereires Arbeit ist nicht auf dieses einzelne Gebiet beschränkt. Seine Kenntnisse in Physik und Mathematik brachten ihm Ehrungen und die Freundschaft der größten Wissenschaftler seiner Zeit ein, insbesondere Buffon, der ihn in seiner Naturgeschichte, Réaumur und La Condamine zitiert. Seine sprachlichen Kenntnisse brachten ihm die Wertschätzung Bougainvilles ein, der ihn mit der Beobachtung und Beschreibung der Sprache des tahitianischen Aotourou betraute.
Auf Empfehlung von La Condamine und Clairaut wurde ihm im April 1759 für seine Arbeiten zur Kontrolle der Windeinwirkung auf Schiffe wurde er zum Mitglied der Royal Society of London gewählt.

## Ehrungen
In Bordeaux gibt es eine Straße zu seinen Ehren, die „rue Rodrigues Péreire“; und in Berlanga gibt es neben einer Straße eine öffentliche Schule, „CP Jacobo Rodriguez Pereira“. Auch in der Stadt Badajoz gibt es eine zentrale Straße, die seinen Namen trägt.
Das Centro de Educação e Desenvolvimento Jacob Rodrigues Pereira é um centro de educação e desenvolvimento in Casa Pia de Lisboa, das sich der Bildung und Ausbildung gehörloser Kinder und Jugendlicher widmet.

## Bibliographie
- Ch. M. de L’Épée, La véritable manière d’instruire les sourds et muets confirmée par une longue expérience, 1784 ; réédition, collection « Corpus des œuvres philosophiques en langue française », Paris, Fayard, 1984.
- E. Séguin: Jacob-Rodrigues Pereire, Premier instituteur des sourds et muets de France(1744-1780), pensionnaire et interprète du Roi, membre de la Société Royale de Londres, etc., Notice sur sa vie et ses travaux et Analyse raisonnée de sa méthode, précédés de l’éloge de cette méthode par Buffon, J.-B. Baillère, Paris 1847, URL http://web2.bium.univ-paris5.fr/livanc/?cote=70653x02&do=livre%7Cformat=
- A. Brauner, Numéro spécial : « E. Seguin 1812-1880, J.-R. Pereire 1715 1780 », Rééducation Orthophonique, 18, 115, 1980.
- (Félix Hément,) Jacob Rodrigues Pereire, premier instituteur des sourds et muets en France, in 16°, 64 pages, Paris : Didier et C°, 35, quai des Augustins, 1875.
- Renée Neher-Bernheim, 1981, « Un pionnier dans l’art de faire parler les sourds-muets : Jacob Rodrigue Pereire, Juifs et judaïsme », Dix-Huitième Siècle, 13, 47-61.
- Renée Neher-Bernheim, « Un savant juif engagé : Jacob Rodrigue Pereire (1715-1780) », Revue des études juives, CXLII, 1983, 3-4, 373-451, 1983.
- J.-R. Presneau, Signes et institutions des sourds XVII-XIX, Seyssel, Champ Vallon, 1998.
- O. Héral, éd., « Jacob Rodrigue Pereire (1715 – 1780), précurseur méconnu du Siècle des Lumières, hors série Histoire de l’orthophonie en France », Rééducation Orthophonique, 40, Hors Série, 2002.
- O. Héral, Orthophonie avant l’orthophonie, Isbergues, Orho-Édition. ?NumTheme=3&Article=336, 2007.
- Emílio Salgueiro: Jacob Rodrigues Pereira : homem de bem, judeu português do séc. XVIII : primeiro reeducador de crianças surdas e mudas em França, Fundação Calouste Gulbenkian, Lisbonne 2010, 426 S., ISBN 978-972-31-1211-5
- Ernest La Rochelle, Jacob Rodriques Pereire, Portrait + 578 pages, Paris, Paul Dupont, 1882.
- Un chapitre lui est consacré dans le Dictionnaire de pédagogie et d'instruction primaire de Ferdinand Buisson (2 volumes), 1887, 1911 (Nouveau dictionnaire ...), 1929. A préciser.